# Tillandsia anceps
Tillandsia anceps är en gräsväxtart som beskrevs av Conrad Loddiges. Tillandsia anceps ingår i släktet Tillandsia och familjen Bromeliaceae. Inga underarter finns listade i Catalogue of Life.

## Bildgalleri

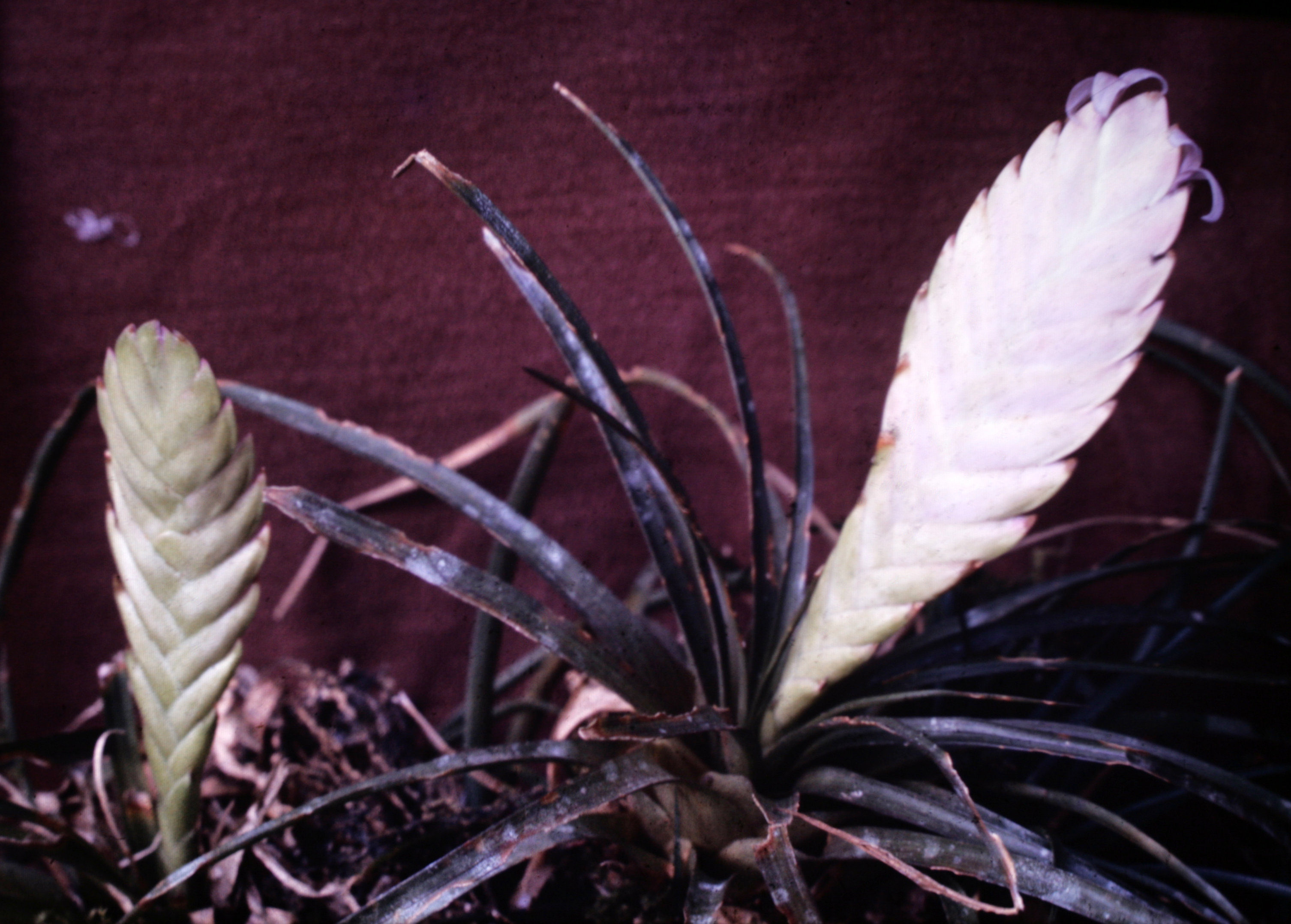
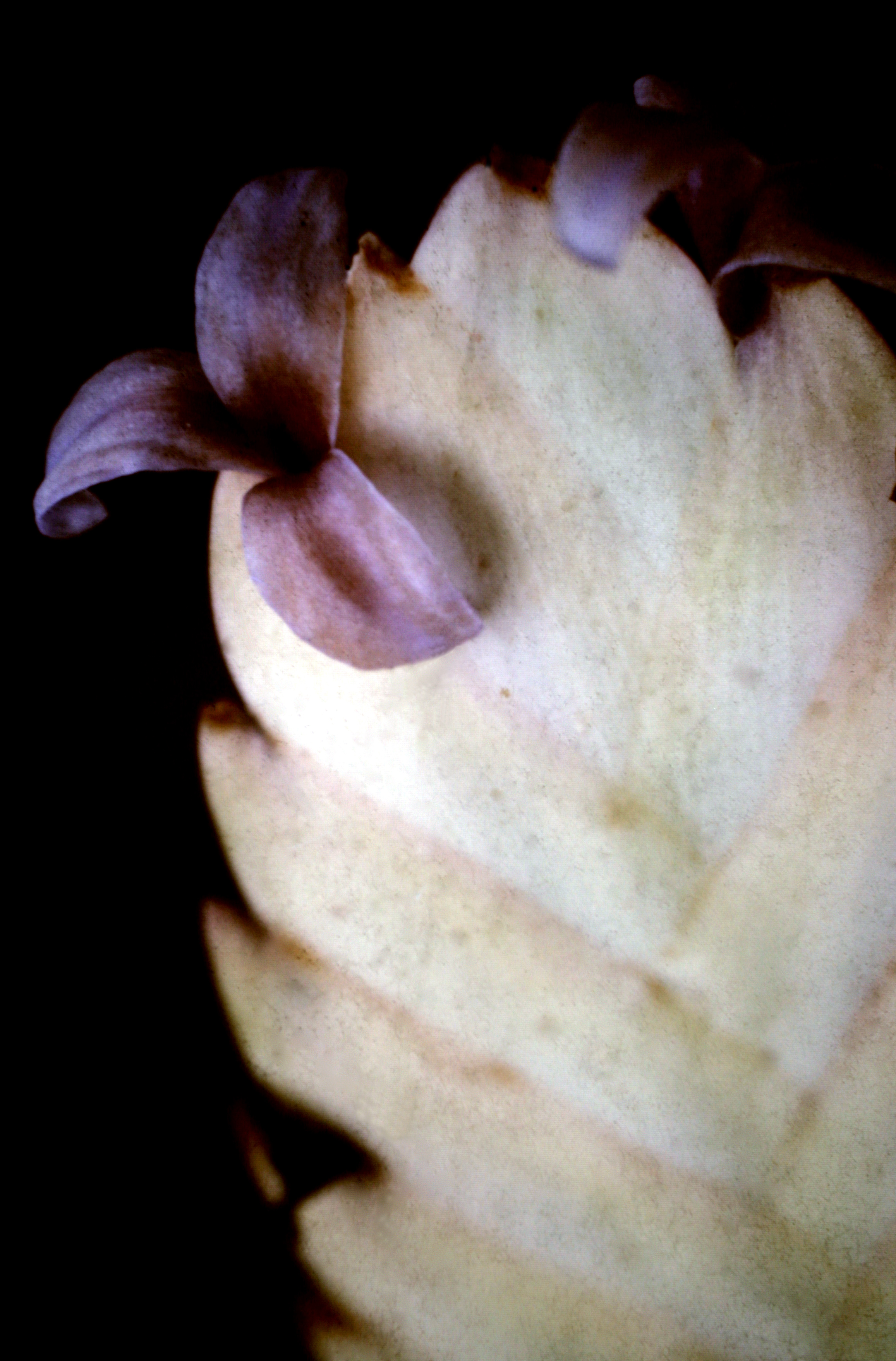